# TvN (Південна Корея)
Тоутел Вераєті Нетворк або Мережа Повна Різноманітності, скор. «Ті-Ві-Ен» (ханг.: 총 다양성 네트워크; акронім від англ. Total Variety Network, скор. tvN) — південнокорейська телевізійна станція, заснована 9 жовтня 2006 р. компанією CJ E&M, доступна як супутникове телебачення, кабельне та IPTV.
10 вересня 2015 року було запущено канал O tvN для глядачів старшого віку.
Адреса штаб-квартири — Сеул, район Мапо, квартал Сангамсан-ро, 66.

## Ефір
- Докладніше: Список програм південнокорейського каналу tvN[en]

### Серіали
- «Аргон»
- «Відповідь у 1988»
- «Відповідь у 1997»
- «Брехун і його кохана»
- «Беззаконний адвокат»
- «Гідний свого імені»
- «Гоблін»
- «Гра брехунів»
- «Інтроспективний бос»
- «Інша О Хе Ен»
- «К2: Охоронець»
- «Кап Дон»
- «Коло: два світи»
- «Ліс секретів»
- «Моє завтра з тобою»
- «Мудре життя у в'язниці»
- «Назад в минуле: 9 шансів все змінити»
- «Наречена Хабека»
- «Незаплановане кохання»
- «Пам'ять»
- «Попелюшка та Чотири лицарі»
- «Після закінчення шоу»
- «Привіт Дух, давай битися»
- «Серцем до серця»
- «Сигнал»
- «Сир в мишоловці»
- «Скляна маска»
- «Ті, що п'ють на самоті»
- «Чиказька друкарська машинка»
- «Чоловік королеви Ін Хен»
- «Чутливий Бос»
- «Що не так з секретарем Кім»[2].

### Програми
Новини

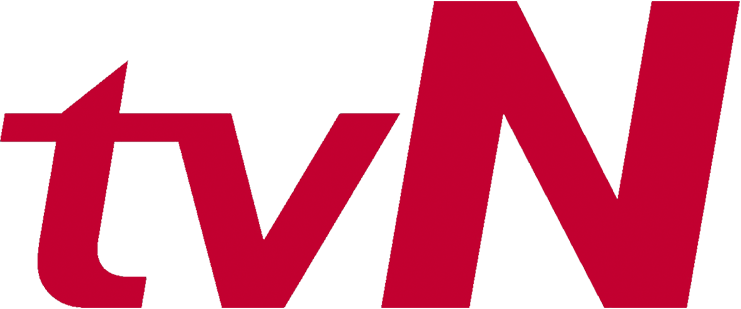
Колишній логотип (з 2006 по 2012 роки)

- tvN e-News 9 (розважальний еквівалент KBS News 9 і JTBC News)
- «Марсіанський вірус» (2009—2013 рр.)
- «Велика Ліга Сміху»
- «Корейський талант»
- «Жива суботня ніч: Корея»
- «Шанувальник і кумир»
- «Хто хоче стати мільйонером?»
- «Геній»
- «Триразове харчування: риболовецьке селище»